# メル・フィッシャー宝物館
メル・フィッシャー宝物館（Mel Fisher's Treasure Museum）は、アメリカ合衆国フロリダ州セバスチャン1322 U.S. Highway 1にある博物館。考古学や1715年のインディアス艦隊に関わるものを展示している。メル・フィッシャーの娘タフィーが1992年12月に老朽化し使用されなくなった消防署の建物を改装し、博物館を開設した。博物館の中から保全作業を見るための観察窓と水中から回収された財宝などを保存するために使用される作業保全研究室が含まれていた。